# Vatne kommun
Vatne kommun (norska: Vatne kommune) var en kommun i Møre og Romsdal fylke i västra Norge. Kommunen omfattade ett område i den nordöstra delen av nuvarande Ålesunds kommun (östra delen av den tidigare kommunen Haram) samt den västligaste delen av nuvarande Molde kommun (ön Dryna och västra delen av ön Midøya). Tätorten Vatne utgjorde kommunens centralort.

## Administrativ historik
Vatne kommun upprättades den 1 januari 1902 genom utbrytning ur Skodje kommun. Kommunen hade 1 547 invånare vid upprättandet.
Den 1 januari 1965 upplöstes kommunen och delades. Huvuddelen (med 2 260  invånare) fördes, tillsammans med en del av Borgunds kommun, till Harams kommun (2020-2023 en del av Ålesunds kommun) medan ön Dryna och området på ön Midøya (med 334 invånare) fördes, tillsammans med Sør-Aukra kommun, till den då nybildade Midsunds kommun (sedan den 1 januari 2020 en del av Molde kommun). Kommunen hade vid delningen totalt 2 594 invånare.